# عثمان سانو
عثمان سانو (بالفرنسية: Ousmane Sanou)‏ ، من مواليد 11 مارس 1978 ، لاعب كرة قدم من بوركينا فاسو.
و قد لعب مع منتخب بوركينا فاسو لكرة القدم.

## روابط خارجية
- عثمان سانو على موقع الاتحاد الدولي (مؤرشف)  (الإنجليزية)
- عثمان سانو على موقع قاعدة بيانات كرة القدم.إي يو (الإنجليزية)
- عثمان سانو على موقع ناشيونال فوتبول تيمز (الإنجليزية)
- عثمان سانو على موقع Soccerway.com (الإنجليزية)
- عثمان سانو على موقع عالم كرة القدم.نت (الإنجليزية)